# Bruchhausen (Neunkirchen-Seelscheid)
Bruchhausen ist ein Ortsteil der Gemeinde Neunkirchen-Seelscheid im Rhein-Sieg-Kreis.

## Lage
Bruchhausen liegt am oberen Ende der Wahnbachtalsperre im Bergischen Land an der Bundesstraße 56. Nachbarorte sind Pohlhausen im Westen und Herkenrath im Süden. Die ehemals östlich gelegene Herkenrathermühle ist untergegangen.

## Geschichte
1830 hatte Bruchhausen 70 Einwohner. 1845 hatte der Weiler 93 katholische Einwohner in elf Häusern. 1888 gab es 56 Bewohner in 15 Häusern.
1901 hatte der Weiler 63 Einwohner. Verzeichnet sind die Familien Hausierer H.J. Brochhäuser, Ackerer Franz Höntgesberg, Ackerer Peter Kurtenbach, Ackerer Wilhelm Nolden, Ackerer Wilhelm Peters, ackerin Witwe Wilhelm Peters, Schuster Johann Schmitt, Ackerer Wilhelm Schmitz, Ackerin Witwe Adolf Siebertz, Ackerer Wimar Siebertz und Ackerer Johann Söntgerath.
Das Dorf gehörte bis 1969 zur Gemeinde Neunkirchen.